# 藝新 (砲艦)
| 写真は海戦前に撮影された本艦。 |                                               |
| 艦歴                           |                                               |
| 発注                           | 福州船政局                                    |
| 起工                           |                                               |
| 進水                           |                                               |
| 就役                           | 1876年7月10日                                 |
| 退役                           |                                               |
| その後                         | 戦闘により沈没。                              |
| 除籍                           |                                               |
| 前級                           |                                               |
| 次級                           |                                               |
| 性能諸元                       |                                               |
| 排水量                         | 常備：245トン                                 |
| 全長                           | 35.9m                                         |
| 全幅                           | 5.15m                                         |
| 吃水                           | 2.4m                                          |
| 機関                           | 型式不明石炭専焼缶-基 +レシプロ機関1基1軸推進 |
| 最大出力                       | 200hp                                         |
| 最大速力                       | 9.0ノット（機関航行時）                       |
| 航続距離                       | -ノット/-海里（石炭：-トン）                  |
| 乗員                           | 88名                                          |
| 兵装                           | 口径不明単装砲5基                             |

藝新 (げいしん、I hsin) は清国水軍の木造機帆走河川砲艦で同型艦はない。

## 概要
本艦は清国が国産した砲艦である。就役後は福建艦隊に所属した。1884年の清仏戦争で本艦は馬江沖海戦において福建艦隊の一隻としてフランス海軍のアメデ・クールベ提督のフランス極東艦隊に撃沈された。